# مورفریزبورو (آرکانزاس)
مورفریزبورو (آرکانزاس) (به انگلیسی: Murfreesboro, Arkansas) یک شهر در ایالات متحده آمریکا با جمعیت ۱٬۷۶۴ نفر است که در آرکانزاس واقع شده‌است.

## موقعیت جغرافیایی
موقعیت جغرافیایی شهرها و مناطق اطراف به شرح زیر است: